# Packeta
Packeta je holding 11 společností, známý hlavně jako vlastník přepravní společnosti Zásilkovna. Společnost působí v 7 zemích (České republika, Slovensko, Polsko, Maďarsko, Rumunsko, Německo a Slovinsko) a do 33 zemí doručuje zásilky. Holding je velmi silným hráčem v oblasti e-commerce, v Česku a na Slovensku je jedničkou na trhu.
Koncem roku 2023 došlo k prodeji Packety. Zájem o koupi měly desítky firem z celé Evropy. Nakonec se novým majitelem společnosti stalo konsorcium firem tvořené nadnárodním investorem CVC, skupinou Emma Capital Jiřího Šmejce a investiční společností R2G založenou miliardářem Oldřichem Šlemrem.CVC vlastní 65 procent, Emma Capital zbylých 35 procent. Novým CEO společnosti se stal Erich Čomor.

## Činnost firmy
Skupina Packeta vznikla pod názvem Zásilkovna jako český franšízový logisticko‑technologický projekt. V současné době (2024) disponuje Packeta sítí 15 000 výdejních míst a Z-BOXů ve čtyřech zemích střední a východní Evropy a také nabízí službu doručování zásilek na adresu v České republice a na Slovensku. Packeta spolupracuje s více než 49 000 e-shopy.
Celkově má skupina Packeta 47 dep v Evropě o rozloze 112 00 m² (2023). Za jediný den přepravila společnost přes 820 000 zásilek.

## Hospodaření firmy
V roce 2021 hlásila Packeta obrat 4,9 mld korun a rok předtím téměř 2,5 mld. Packeta v roce 2022 zvýšila obrat na 6,1 mld korun. Meziročně se jedná o růst o 23%.V roce 2023 dokázala Packeta v obratu vyrůst o 18,3 procenta na 7,25 mld korun a to i přesto, že e-commerce trh se dvakrát za sebou meziročně propadl.
Přesný hospodářský výsledek skupina neprozrazuje. Dlouhodobě se však pohybuje v provozním zisku.